# Visual Meteorological Conditions
VMC (ang. Visual Meteorological Conditions) – określenie stosowane w lotnictwie, które oznacza minima pogodowe, które muszą być spełnione do wykonywania lotów VFR. 